# Périsprit

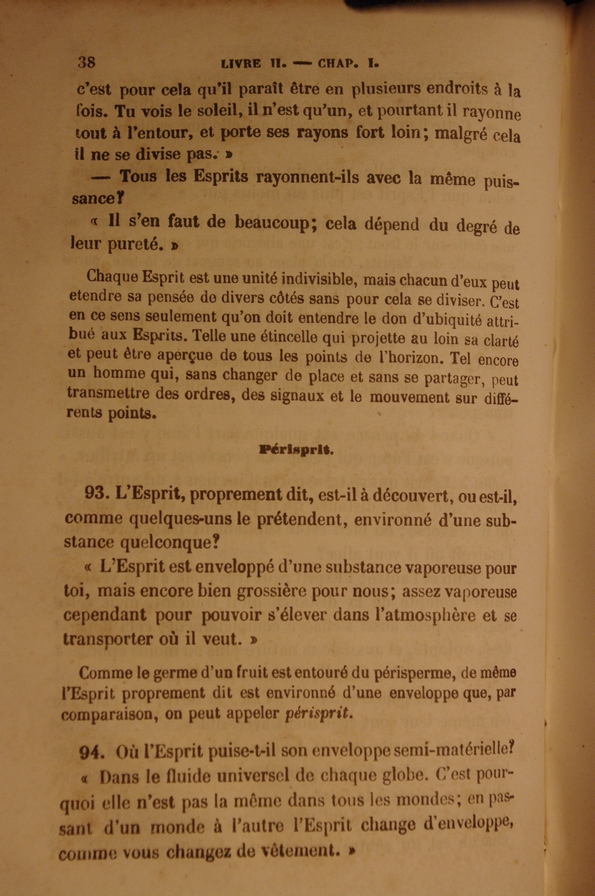
Toute première apparition du mot « périsprit » dans la littérature française. Le Livre des Esprits, 1857

« Périsprit » est un mot inventé par Allan Kardec dans son ouvrage fondateur du spiritisme : Le Livre des Esprits.
Ce mot désigne à la fois l'énergie corporelle d'un être vivant et l'enveloppe d'un esprit après le décès. De ce mot est parfois dérivé l'adjectif « périspritique » ou « périsprital ».

## Les raisons de l'invention de ce mot
Dans l'introduction de son premier livre, Allan Kardec notait : « Pour des choses nouvelles, il faut des mots nouveaux. »
Au XIXe siècle, le spiritisme représentait une doctrine naissante, et son fondateur désirait la rendre facilement compréhensible par un vocabulaire limpide. Lorsqu'il ne trouvait pas un mot adapté dans le dictionnaire, alors il l'inventait.

## La définition spirite
Périsprit (du grec péri, autour) : enveloppe semi-matérielle de l'Esprit. Chez les incarnés (les êtres vivants dans le monde matériel), le périsprit sert de lien ou d'intermédiaire entre l'Esprit et la matière (le corps physique). Chez les Esprits errants (ceux vivant dans le monde spirituel), le périsprit constitue le corps fluidique de l'Esprit.
Dans le langage usuel, on parle aussi de l'âme qui de manière précise représente dans l'au-delà l'association de l'esprit se véhiculant avec son périsprit.
Le périsprit permet donc à l'esprit d'agir sur la matière en tant qu'agent intermédiaire, il est le véhicule de l'esprit au moment de la réincarnation, enregistrant le vécu mais aussi les traumatismes des vies antérieures. En médiumnité, c'est aussi grâce au périsprit que les esprits décédés peuvent interagir avec le médium pour délivrer un message. Dans les phénomènes de poltergeists, c'est encore le périsprit des esprits perturbateurs qui leur permet de créer tous les phénomènes sensibles rencontrés : coups frappés, déplacement d'objet, etc.
Dans le phénomène des apparitions fantomatiques, de manière volontaire ou involontaire pour l'esprit décédé, c'est toujours grâce au périsprit, dans une sorte de condensation du périsprit, qu'est rendue tangible et palpable la présence de l'esprit.
Dans le principe de l'évolution des esprits telle qu'expliquée par la philosophie spirite, le périsprit accompagne l'esprit dans toutes ses vies en devenant de plus en plus éthéré, pour complètement disparaître. L'esprit devient alors un pur esprit, rejoignant la force créatrice divine (appelée Dieu par Allan Kardec) dans une compréhension totale et un amour absolu.

## Les concepts équivalents
En Occident, selon les courants de pensée, le périsprit correspond au corps astral, corps fluidique, corps bioplasmatique (recherches en URSS), corps subtils, corps éthérique, ou bien à l'aura, lorsque l'on parle de son rayonnement[À attribuer].
Dans l'Égypte antique, il est tout à fait semblable au ka[À attribuer].
Dans l'Ancien Testament, le périsprit correspond au « souffle de vie » ou nephesh נפש (pneuma en grec). Dans les Évangiles, il correspond au « corps spirituel »
"42 Ainsi en est-il de la résurrection des morts. Le corps est semé corruptible; il ressuscite incorruptible;
43 il est semé méprisable, il ressuscite glorieux; il est semé infirme, il ressuscite plein de force;
44 il est semé corps animal, il ressuscite corps spirituel. S'il y a un corps animal, il y a aussi un corps spirituel."
Louis Segond (LSG)
par Public Domain
En Orient, le concept d'une énergie corporelle se retrouve dans le reiki et ressemble au qi chinois.
Il possède des points communs avec le prana connu en Indes[À attribuer].
En alchimie, on pourrait parler d'éther[À attribuer].

## Étude et sources

### Étude indépendante du concept de périsprit
- Honorer l'incertain : la science positive du XIXe siècle enfante le spiritisme, Françoise Parot, Revue d'Histoire des Sciences, volume 57, Paris, 2004. Publication du CNRS et de l'Institut de l'Information Scientifique et Technique.

### Mentions du périsprit dans la littérature d'Allan Kardec
- Le Livre des Esprits, questions 93 à 99.
- Le Livre des médiums, 2e partie, chapitre I, 52 à 59 - chapitre XXXII.
- La Genèse selon le spiritisme, chapitre XIV, 7 à 12 - chapitre XV, 1 et 2.
- Les Œuvres posthumes, 1re partie, II.